# البردي جرايكوس هولمينسيس
البردي جرايكوس هولمينسيس، (المعروفة أيضًا باسم البردي ستوكهولم) هي مجموعة من الوصفات الحرفية التي تم جمعها في مصر ج. 300 م. إنه مكتوب باللغة اليونانية. تحتوي بردية ستوكهولم على 154 وصفة للصباغة، وتلوين الأحجار الكريمة، وتنظيف (تنقية) اللؤلؤ وتقليد الذهب والفضة. قد يشتق بعض منهم من بسيودو ديموكرتيس. زوسيموس بانوبوليس، الكيميائي المصري من ج.  300 بعد الميلاد، يعطي وصفات مماثلة. عُثِر على بعض هذه الوصفات في مجموعات لاتينية من العصور الوسطى للوصفات التكنولوجية، ولا سيما «مابي كلاڤيكولا».
تُشتق بردية ليدن اكس من نفس المصادر (أو متشابهة جدًا)، وهي مكتوبة بخط يد مشابه (ربما هو نفسه)، باستخدام حبر متطابق كيميائيًا. عُثِر على كل من بردية ستوكهولم وبردي ليدن اكس في طيبة من قبل جيوفاني أناستاسي، الذي تبرع ببردية ليدن للحكومة الهولندية في عام 1828 وبردية ستوكهولم للحكومة السويدية في عام 1832. تم نشر بردية ستوكهولم لأول مرة من قبل أوتو لاجيررانتز في عام 1913. بينما تتعامل بردية ليدن اكس مع علم المعادن، تتعامل بردية ستوكهولم مع الأحجار الكريمة واللؤلؤ وصباغة المنسوجات.

## روابط خارجية
- الترجمة الإنجليزية لوصفات كالي (1927)
- "Papyrus Graecus Holmiensis". World Digital Library. مؤرشف من الأصل في 2020-10-18.